# Жюстина (роман)
«Жюстина, или Несчастная судьба добродетели» (фр. Justine ou les Malheurs de la vertu) — вторая редакция романа маркиза де Сада «Несчастья добродетели». Третье произведение, написанное де Садом, и первое, опубликованное при его жизни, в 1791 году.

## Сюжет
Повествование начинается с описания того, как две осиротевшие девушки Жюльетта (14 лет) и Жюстина (15 лет) из некогда состоятельной, но разорившейся семьи вынуждены покинуть монастырь в Париже. Жюльетта «легкомысленна», склонна к мастурбации и мечтает стать богатой содержанкой. Жюстина «наивна» и пытается следовать нормам католической морали. Она пытается найти приют в церкви, но священник проявляет к ней плотский интерес. Затем Жюстина пытается наняться в дом к богачу Дюбуру, но тот требует от неё обнажения и замечает, что «целомудрие приводит нас в уныние».
Приютившая Жюстину мадам Дерош знакомит свою юную подопечную с 28-летней мадам Дельмонс, которая претендует на роль самой развратной женщины в Париже. Она хвастается, что, будучи в браке, ежедневно совокупляется с семью или восемью мужчинами, причём иногда — с тремя сразу. «Я распутна, как Мессалина», — заявляет мадам Дельмонс. Разврат она оправдывает природой. Затем приходит поклонник и прилюдно совокупляется с мадам Дельмонс. Жюстина вынуждена присутствовать при этой пикантной сцене. Во второй главе Жюстина переезжает в особняк мадам Дельмонс и становится там «туалетной служанкой». Однако после месяца служения госпожа «содомировала» Жюстину пальцем. Чувствуя непреклонность, мадам Дельмонс ложно обвиняет Жюстину в краже часов и та оказывается в тюрьме Консьержери.
Сокамерницей Жюстины оказывается 35-летняя Дюбуа, которая организовывает поджог и побег. Но и она богохульствует и призывает Жюстину отступиться от добродетели во имя природы и выживания, ибо «зло становится необходимостью». Под угрозой изнасилования Жюстина присоединяется к банде из четырёх распутных головорезов, промышляющих на дороге между Парижем и Шантилье. Преступники поносят Бога, оправдывают содомию, грабят кареты и убивают путников. Однажды Жюстине вместе с пленником Сен-Флораном (оказавшимся братом её почившего отца) удается покинуть шайку разбойников, и они оказываются в Люзарше. Далее в лесу бывший пленник оглушает и лишает девственности свою благодетельницу, а затем и содомирует её.
Затем Жюстина встречает в лесу двух гомосексуалов, один из которых приводит её в дом своей матери мадам де Брессак. Однако и там наблюдается разврат: в порыве конфликта сын избивает розгами свою 45-летнюю мать и содомирует её. Молодой хозяин предлагает Жюстине отравить мадам де Брессак, но та отказывается. В результате распаленный садист затравливает собаками собственную мать.
Жюстина бежит в Сен-Марсель и оказывается в пансионе Родена, где также царят инцест, оргии, порка розгами, педофилия и содомия. Домогаясь Жюстины, Роден разглагольствует об относительности морали и зависимости категории зла от общественного мнения. Тем временем Жюстина пытается обратить в религию дочь Родена Розалию. Однако разъяренный хозяин пансионата ловит, содомирует и убивает в подвале собственного дома аббата Дельна («он висел на кресте целых четыре часа»). Затем Роден и его друг Ромбо во время всеобщей оргии насильно содомируют Жюстину, а затем убивают Розалию. Из пансиона Родена героиня направляется в Санс.
По дороге, пытаясь спасти незнакомую малютку от утопления, Жюстина в 7 главе оказывается в замке 40-летнего судьи де Бандоля. Странностью этого господина был сераль из 30 женщин, детей которых он неизменно топил в пруду. Из обычных развлечений он признавал только книги и прогулки. При беседе с Жюстиной де Бандоль противопоставляет цивилизованность и человечность. Высшей стадией сладострастия он считает преступление, а смыслом философии — избавление от предрассудков. Спасение приходит Жюстине от разбойников из банды Дюбуа, у которых она укрывалась после побега из тюрьмы Консьержери. Оказавшись на воле, Жюстина спешит в бенедиктианский монастырь Сен-Мари, чтобы очиститься от грехов в исповеди. Однако распутники свили гнездо и тут. Исповедь девушки лишь распаляет сладострастие исповедника аббата Северино. Монахи (Климент, Антонин, Амбруаз, Жером и Сильвестр) оказываются не только педофилами, садистами и содомитами, но также копрофагами, практиковавшими анилингус. Брат Климент в перерывах между оргиями доказывает Жюстине, что «злодей — это человек природы». Помимо распутства монахи практиковали богохульство, пародируя мессу на телах обнаженных женщин.

## Тематика
Философские проблемы
- Отказ от традиций
- Субъективность идеи добродетели и порока
- Вред излишеств (как добродетели, так и злодеяний)
- Природа как единственный субъект власти над человеком

Политические и социальные вопросы
- Иерархия и социальное неравенство
- Коррупция церкви и правосудия
- Необходимость доверия между людьми

## Продолжения и адаптации
В 1797 году увидела свет третья редакция книги с названием «Новая Жюстина, или Несчастная судьба добродетели» (фр. La Nouvelle Justine, ou les Malheurs de la vertu). Если первая и вторая редакции были написаны в классическом стиле, без непристойностей, и были объёмом всего лишь в пару сотен страниц, то третья редакция представляла собой уже самую настоящую порнографию с изобилием подробностей сексуального характера и вместе со своим продолжением «История Жюльетты, или Успехи порока» (фр. Histoire de Juliette, ou les Prospérités du vice, 1801) составила десять томов общим объёмом около четырёх тысяч страниц.
Различные редакции романа в постсоветское время переводили на русский язык А. Царьков и С. Прохоренко (1991), Н. Забабурова (1992), А. Павлов (1993), Э. Браиловская (2001) и Г. Кудрявцев (2003).

## Экранизации
- 1963 — «Порок и добродетель» — французская вольная адаптация романа с переносом действия в оккупированную Францию, режиссёр Роже Вадим. Роль Жюстины исполнила Катрин Денёв.
- 1969 — «Жюстина, или Несчастья добродетели» — экранизация романа, режиссёр Хесус Франко. Роль Жюстины исполнила Ромина Пауэр, маркиза де Сада — Клаус Кински.